# الدار (مناخة)

تعديل مصدري - تعديل

الدار هي إحدى قرى عزلة بني حسن وحسين بمديرية مناخة التابعة لمحافظة صنعاء، بلغ تعداد سكانها 225 نسمة حسب تعداد اليمن لعام 2004.